# Club Deportivo Técnico Universitario
Club Deportivo Técnico Universitario is een professionele voetbalclub uit Ambato, Ecuador. De club werd opgericht op 13 april 1971 en komt sinds 2013 weer uit in de Serie B van de Ecuadoraanse voetbalcompetitie, nadat de club in 2012 op de voorlaatste plaats was geëindigd in de hoogste afdeling en dus degradeerde. De grootste rivaal van Técnico Universitario is stadsgenoot Macará.

## Erelijst
- Serie B (5)

1977 [C], 1981 [C], 1999, 2002, 2011

## Stadion
Técnico Universitario speelt zijn thuiswedstrijden in het Estadio Bellavista, wat de club moet delen met rivaal en stadsgenoot Club Social y Deportivo Macará. Het stadion heeft een capaciteit van 20.000 toeschouwers. In 1993 werden er enkele wedstrijden van de Copa América gespeeld.

## Bekende (oud-)spelers
- Fabian Burbano
- Juan Carlos Garay
- Simón Ruiz

América de Quito · 
Aucas ·
Barcelona ·
Delfín ·
Deportivo Cuenca ·
Deportivo Macará ·
Fuerza Amarilla · 
Guayaquil City · 
Mushuc Runa	· 
El Nacional · 
Emelec ·
Independiente del Valle ·
Olmedo · 
LDU Quito ·
Técnico Universitario ·
Universidad Católica